# Kofi Karikari
Otumfuo Nana Kofi Karikari, più conosciuto come Kofi Karikari (Kumasi, 1837 – Kumasi, 1884), è stato l'ottavo re degli Ashanti dal 28 maggio 1867 al 26 ottobre 1874..

## Biografia
Kofi Karikari era figlio di Afua Kobi. ed era pronipote del re degli ashanti, Kwaku Dua I, la cui improvvisa morte nell'aprile 1867 aveva ingaggiato una fiera lotta di successione. Karikari venne prescelto infine alla successione per maggioranza di voti, e regnò dal 28 maggio 1867 sino alla sua forzata abdicazione il 26 ottobre 1874. Uno dei suoi più grandi successi come sovrano degli Ashanti fu il rifiuto di combattere contro i coloni europei, un gesto che evitò la tragicità di una guerra che pareva ormai imminente.
Una testa d'oro che fu di proprietà di Kakari e che probabilmente lo raffigurava, era tra gli oggetti "recuperati dal mausoleo reale di Kumase dalla spedizione britannica degli anni '80 dell'Ottocento e che oggi si trova nella Wallace Collection di Londra".